# Allume di cromo
Il solfato doppio di cromo e potassio, più noto come allume di cromo è un sale misto di cromo e potassio dell'acido solforico. La sua formula chimica è KCr(SO4)2 e si trova comunemente nella forma di sale dodecaidrato KCr(SO4)2·12 H2O

## Produzione e proprietà

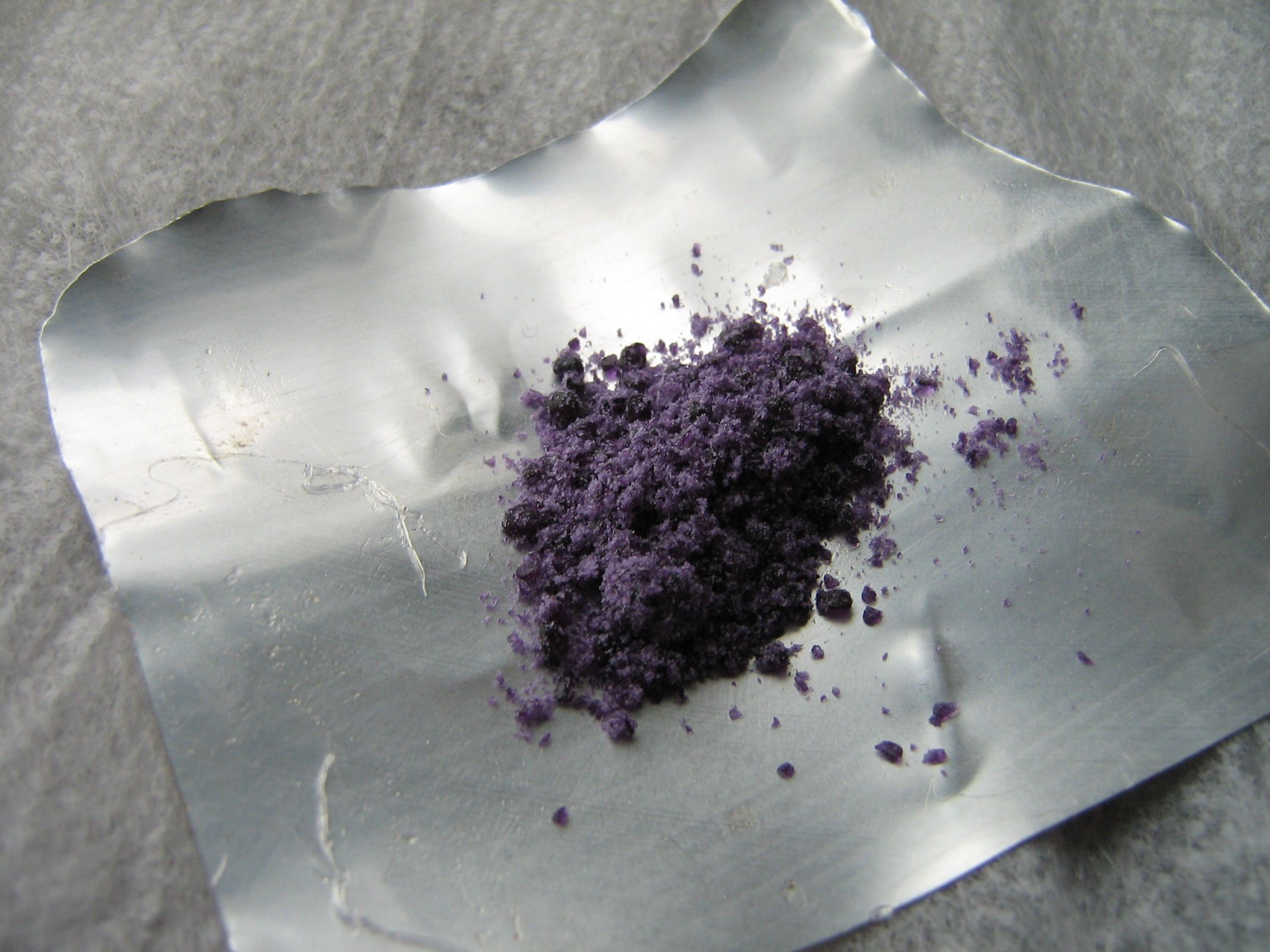
Polvere di allume di cromo

L'allume di cromo è prodotto da sali di cromato o dalle leghe di ferrocromo.
Soluzioni acquose concentrate di dicromato di potassio possono essere sintetizzate, di solito con anidride solforosa, ma anche con alcoli o formaldeide, in presenza di acido solforico a temperatura <40 °C.
In alternativa e meno comunemente, le leghe di ferro possono essere dissolte in acido solforico e, dopo l'aggiunta del solfato ferroso e del solfato di potassio, l'allume di cromo cristallizza.
A temperatura ambiente si presenta come un solido di colore violetto intenso, inodore.

## Usi
L'allume di cromo è usato nella concia del cuoio. Come il cromo, stabilizza la pelle e ne incolla le fibre all'interno. Tuttavia, questa applicazione è obsoleta perché è preferito il semplice cromo solfato.
In fotografia è usato nella produzione delle emulsioni e, talvolta, nei bagni di fissaggio, poiché indurisce la gelatina, alzandone il punto di fusione. Il massimo indurimento si ottiene quando l'emulsione ha un pH di circa 4.